# Noriko
Noriko (jap. のりこ, ノリコ) – żeńskie imię japońskie.

## Możliwa pisownia
Noriko można zapisać używając wielu różnych znaków kanji i może znaczyć m.in.:
- 典子, „zgodne z prawem, dziecko”[1] (występuje też inna wymowa tego imienia: Michiko)
- 紀子, „zapis, dziecko”
- 法子, „prawo/zasada, dziecko”
- 乃梨子

## Znane osoby
- Noriko Awaya (のり子), japońska piosenkarka
- Noriko Fukushima (のり子), japońska narciarka, specjalistka narciarstwa dowolnego
- Noriko Hidaka (のり子), japońska seiyū
- Noriko Matsueda (賀子), była japońska kompozytorka muzyki do gier komputerowych
- Noriko Mizoguchi (紀子), japońska judoczka
- Noriko Ohara (乃梨子), japońska seiyū
- Noriko Sakai (法子), japońska piosenkarka i aktorka
- Noriko Yui, japońsko-kanadyjska profesor matematyki

## Fikcyjne postacie
- Noriko Nijō (乃梨子), bohaterka serii Maria sama ga miteru
- Noriko Nakagawa (典子), bohaterka serii Battle Royale
- Noriko Ukai (典子), bohaterka mangi i anime Gravitation
- Noriko Takaya (ノリコ), bohaterka anime Gunbuster